# 倭島英二
倭島英二（1905年4月8日—1982年4月6日）是日本昭和時代的外交官。

## 生平
1905年出生於日本本州鳥取縣。1928年於東京帝國大學法學部就讀期間通過外交官考試，翌年畢業後進入外務省。早期曾被派駐於美國、中國，隨後服務於興亞院、外務省政務局。後期任職外務省管理局局長、外務省亞洲局局長、日本駐比利時大使、日本駐埃及大使等。1965年12月退休。
任職外務省管理局局長期間，協同配合駐日盟軍總司令部，對於遣送日本在海外各殖民地和戰地的人民回日本本土作出重要貢獻。
曾擔任日本政府與國際關係之代表。如1953年12月代表日本政府與印尼交涉第二次世界大戰後的懸案處理及賠償事項；1955年4月代表日本政府出席第一次亞非會議；1959年10月出任日本政府駐歐洲經濟共同體的第一任官方代表。

## 日本官方任職
- 日本駐華大使館一等秘書（1942–1945年）
- 終戰聯絡中央事務局（日语：終戦連絡中央事務局）第四部長（1945–1948年）
- 外務省管理局局長（1948–1951年）
- 外務省亞洲局局長（1951–1953年）
- 日本駐印尼公使（1953–1957年）
- 日本駐比利時大使（1957–1960年）
- 日本駐埃及大使（1960–1965年）

## 非日本官方任職
- 國際學友會（日语：国際学友会）理事[4]
- 鹿島平和研究所専務理事[5]

## 榮譽
- 勲一等瑞寶章（1975年）[6]

## 著作
- （日語）
- （日語）